# توماس أوين (مؤلف)
توماس أوين (بالإنجليزية: Thomas M. Owen)‏ (و. 1866 – 1920 م) هو مؤلف، ومحامي، ومؤرخ، وأمين الأرشيف أمريكي، ولد في مقاطعة جيفرسون، توفي في مونتغومري، عن عمر يناهز 54 عاماً.

## مناصب
تولى منصب رئيس منظمة المؤرخين الأمريكيين (1907-1908) كما تولى منصب مدير، Alabama Department of Archives and History ‏ (1901–1920)
.

## التعليم
تعلم في كلية الحقوق في جامعة ألاباما ‏
.